# Pandaka lidwilli
Pandaka lidwilli és una espècie de peix de la família dels gòbids i de l'ordre dels perciformes.

## Morfologia
- Els mascles poden assolir 1,6 cm de longitud total.[2][3]

## Hàbitat
És un peix de clima subtropical i pelàgic.

## Distribució geogràfica
Es troba al Japó, Austràlia i Papua Nova Guinea.

## Observacions
És inofensiu per als humans.